# Тараненко Іван Андрійович
Іван Андрійович Тараненко (нар. 28 квітня 1912 — пом. 4 березня 1995) — військовик Військово-повітряних сил ЗС СРСР, Герой Радянського Союзу (1943). У роки німецько-радянської війни командир 298-го винищувального авіаційного полку 219-ї бомбардувальної авіаційної дивізії 4-ї повітряної армії Північно-Кавказького фронту пізніше командував 13-ю гвардійською винищувальною авіаційною дивізією. У післявійськові роки на командних посадах, у 1960-х роках перший заступник командувача військово-транспортною авіацією, генерал-лейтенант.

## Біографія
Народився 28 квітня 1912 року в селі Губиниха (зараз селище міського типу Новомосковського району Дніпропетровської області України) у селянській родині. Українець. Закінчив 7 класів, працював столяром на заводі імені Карла Лібкнехта в Дніпропетровську, секретарем комітету комсомолу на заводі в Павлограді.
У Червоній Армії з серпня 1933 року. У 1934 році закінчив Харківську військову авіаційну школу льотчиків і льотчиків-спостерігачів.
Учасник радянсько-фінської війни 1939—1940 років.
У боях німецько-радянської війни з червня 1941 року.
Командир 298-го винищувального авіаційного полку (219-я бомбардувальна авіаційна дивізія, 4-та повітряна армія, Північно-Кавказький фронт) підполковник Іван Тараненко до червня 1943 року здійснив 205 успішних бойових вильотів, в 18 повітряних боях особисто збив 4 літаки противника та ще 4 в групі. Вміло здійснював керівництво полку.
2 вересня 1943 року за вміле керівництво бойовими діями авіаційного полку, зразкове виконання бойових завдань командування на фронті боротьби з німецько-фашистським загарбниками і проявлені при цьому мужність і героїзм підполковникові Тараненко Івану Андрійовичу присвоєно звання Героя Радянського Союзу.
28 липня 1943 він був призначений командиром 294-ї винищувальної авіаційної дивізії (4-й винищувальний авіаційний корпус, 5-та повітряна армія, Степовий фронт, з 20 жовтня 1943 перейменований у 2-й Український фронт), яка за успішні бойові дії в 1944 році була перетворена в 13-ту гвардійську винищувальну авіаційну дивізію.
До кінця війни полковник І. А. Тараненко виконав 253 бойових вильоти, провів 54 бої, збив 7 літаків супротивника особисто і 6 у групі.
Після війни І. А. Тараненко продовжував службу у ВПС. У 1946 році він закінчив курси удосконалення офіцерського складу при Військово-повітряної академії, а в 1955 році — Вищу військову академію Генштабу.
Служив на командних посадах у ВПС, був першим заступником командувача військово-транспортною авіацією.
З 1972 року генерал-лейтенант авіації І. А. Тараненко в запасі. Жив у Москві. Працював на заводі «Стріла».
Був одружений з військовою льотчицею Серафимою Амосовою, разом вони виховали трьох синів: Андрія, Костянтина і Сергія.
Помер 4 березня 1995 року. Похований в колумбарії Новодівичого кладовища у Москві (західна стіна).